# Wittenberg
Wittenberg és una ciutat alemanya situada a la riba del riu Elba. Pertany a l'estat de Saxònia-Anhalt. Té una població d'uns 50.000 habitants.
Wittenberg és cèlebre per la seva estreta relació amb la reforma protestant, que va començar el 31 d'octubre de 1517 quan Martí Luter va penjar les seves 95 tesis a la porta de l'església del castell de Wittenberg. En commemoració, la ciutat porta el nom oficial de Lutherstadt Wittenberg (ciutat luterana de Wittenberg) des del 1938.
El 1614 Benedict Thyselius hi va compondre una col·lecció de cants espirituals a quatre veus intitulat Christliche, liebliche, anmuthige Gesangen mit 4 Stimmen.

## Referències

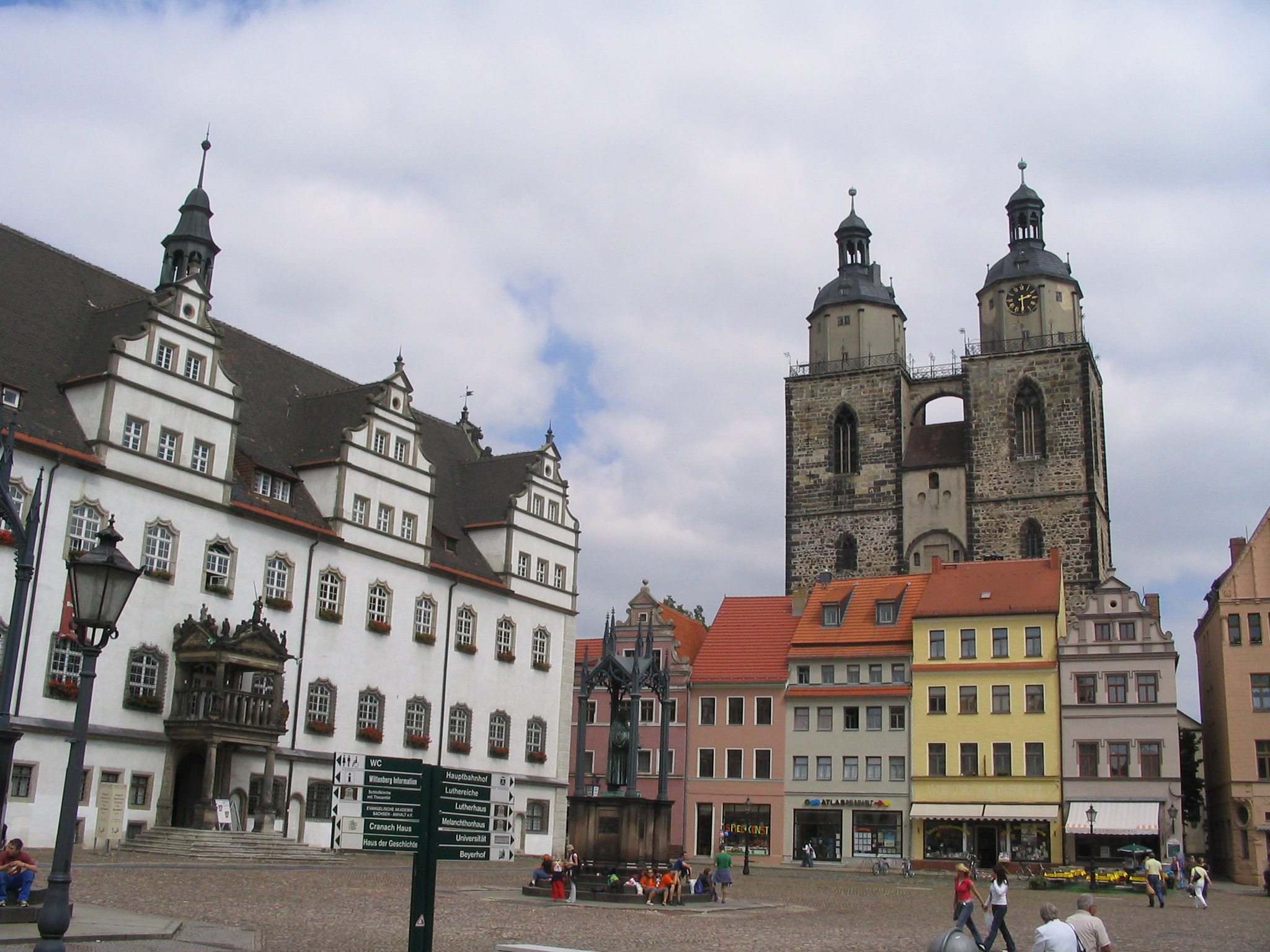
Plaça del mercat
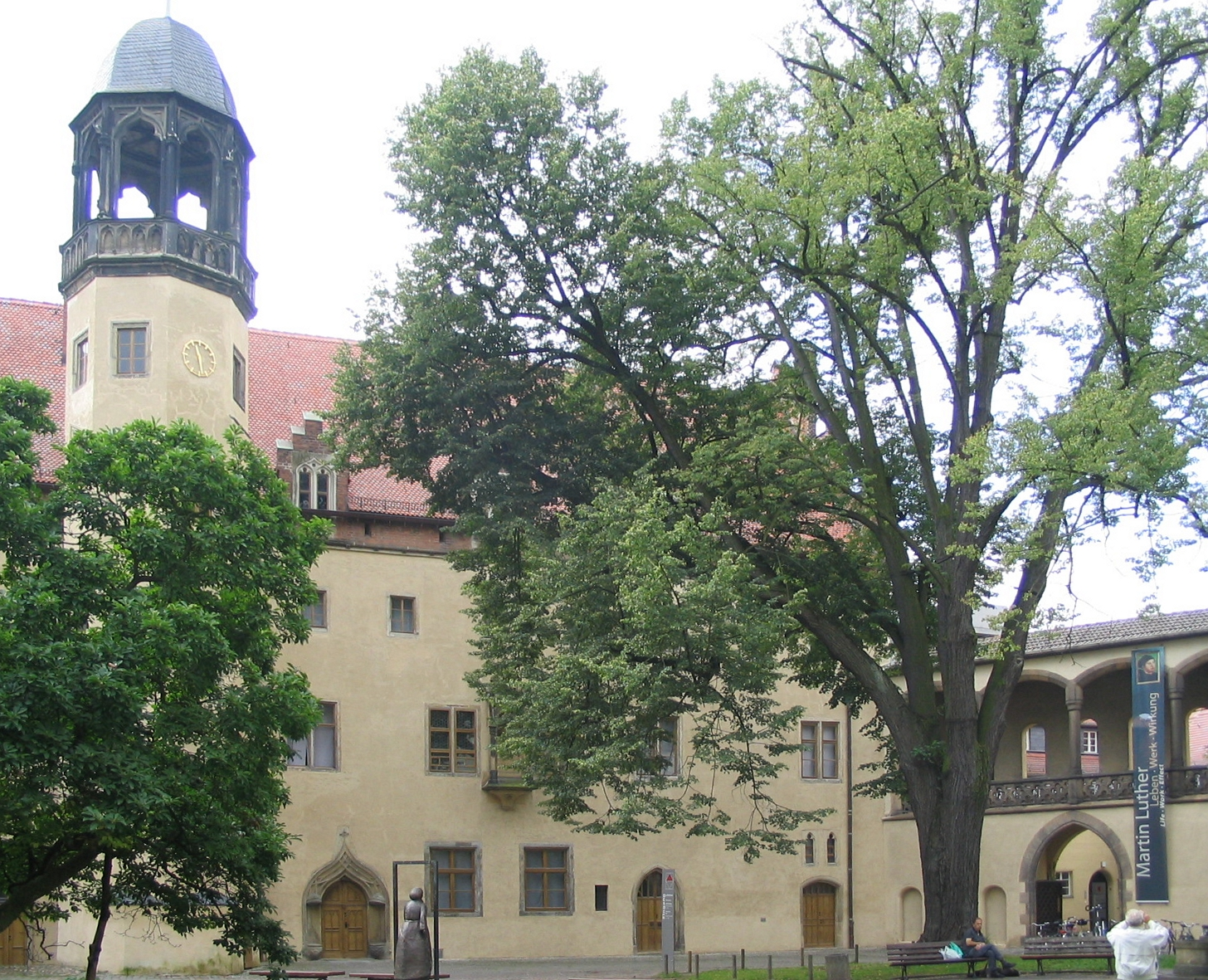
Casa de Luter
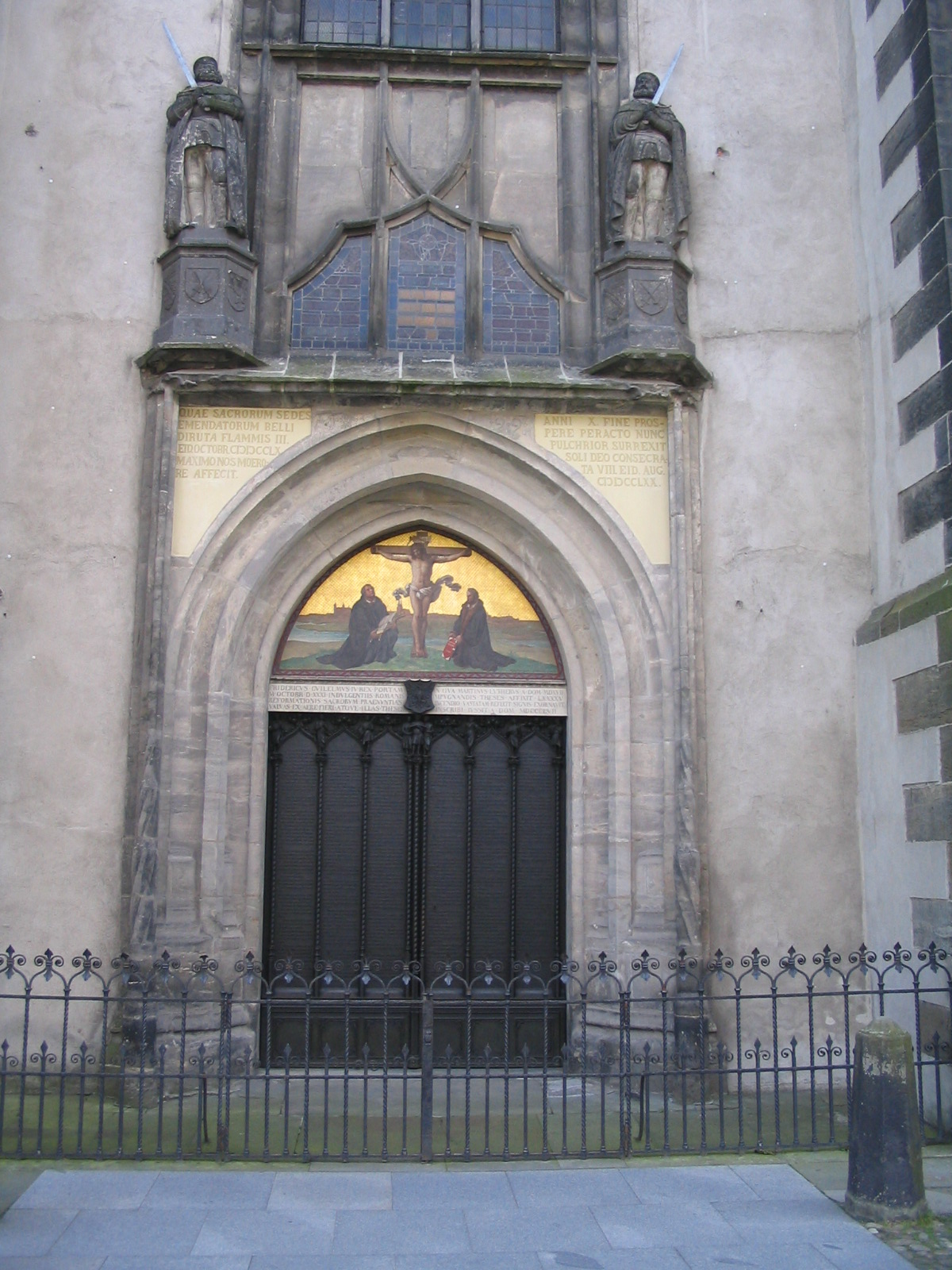
Església del Castell de Wittenberg